# Leichtathletik-Weltmeisterschaften 2009/Teilnehmer (Niederlande)
| Gelbes Symbol für Goldmedaillen mit stilisierten Olympischen Ringen | Graues Symbol für Silbermedaillen mit stilisierten Olympischen Ringen | Braundes Symbol für Bronzemedaillen mit stilisierten Olympischen Ringen |
| ------------------------------------------------------------------- | --------------------------------------------------------------------- | ----------------------------------------------------------------------- |
| —                                                                   | —                                                                     | —                                                                       |

Der niederländische Leichtathletik-Verband stellte 15 Athleten bei den Leichtathletik-Weltmeisterschaften 2009 in Berlin.

## Ergebnisse

### Männer

#### Laufdisziplinen
| Athlet                                                                                                 | Disziplin    | Vorlauf     | Vorlauf | Viertelfinale      | Viertelfinale      | Halbfinale         | Halbfinale         | Finale             | Finale             |
| Athlet                                                                                                 | Disziplin    | Zeit        | Platz   | Zeit               | Platz              | Zeit               | Platz              | Zeit               | Platz              |
| --- | ------------ | ----------- | ------- | ------------------ | ------------------ | ------------------ | ------------------ | ------------------ | ------------------ |
| Patrick van Luijk                                                                                      | 200 m        | 21,05 s     | 36      | nicht qualifiziert | nicht qualifiziert | nicht qualifiziert | nicht qualifiziert | nicht qualifiziert | nicht qualifiziert |
| Bram Som                                                                                               | 800 m        | 1:46,33 min | 5       |                    |                    | DNF1               | DNF1               | 1:45,86 min        | 7                  |
| Gregory Sedoc                                                                                          | 110 m Hürden | 13,54 s     | 8       |                    |                    | 13,45 s            | 12                 | nicht qualifiziert | nicht qualifiziert |
| Gregory Sedoc Caimin Douglas Guus Hoogmoed Patrick van Luijk Virgil Spier Ersatz Maarten Heisen Ersatz | 4 × 100 m    | 38,95 s SB  | 10      |                    |                    |                    |                    | nicht qualifiziert | nicht qualifiziert |

1 Im Halbfinale stolperte Bram Som über den sudanesen Abubaker Kaki, der ohne Fremdverschulden zu Fall gekommen war. Nach einem erfolgreichen niederländischen Protest durfte Som im Finale antreten.

#### Sprung/Wurf
| Athlet          | Disziplin  | Qualifikation | Qualifikation | Finale             | Finale             |
| Athlet          | Disziplin  | Weite/Höhe    | Platz         | Weite/Höhe         | Platz              |
| --------------- | ---------- | ------------- | ------------- | ------------------ | ------------------ |
| Martijn Nuijens | Hochsprung | 2,27 m        | 9             | 2,23 m             | 5                  |
| Erik Cadée      | Diskuswurf | 60,64 m       | 19            | nicht qualifiziert | nicht qualifiziert |

#### Zehnkampf
| Athlet             | Disziplin | 100 m   | Weit- sprung | Kugel- stoßen | Hoch- sprung | 400 m      | 110 m Hürden | Diskus- wurf | Stabhoch- sprung | Speer- wurf | 1500 m         | Punkte  | Platz |
| ------------------ | --------- | ------- | ------------ | ------------- | ------------ | ---------- | ------------ | ------------ | ---------------- | ----------- | -------------- | ------- | ----- |
| Eugene Martineau   | Ergebnis  | 11,18 s | 7,41 m PB    | 12,66 m       | 1,99 m       | 50,26 s    | 14,91 s      | 44,94 m SB   | 4,80 m           | 70,14 m SB  | 4:35,27 min SB | 8055    | 19    |
| Eugene Martineau   | Punkte    | 821     | 913          | 647           | 794          | 803        | 860          | 766          | 849              | 892         | 710            | 8055    | 19    |
| Eelco Sintnicolaas | Ergebnis  | 11,05 s | 7,16 m       | 12,80 m       | 1,81 m       | DNS        | -            | -            | -                | -           | -              | -       | DNF   |
| Eelco Sintnicolaas | Punkte    | 850     | 852          | 655           | 636          | 0          | -            | -            | -                | -           | -              | -       | DNF   |
| Ingmar Vos         | Ergebnis  | 10,90 s | 7,21 m       | 13,78 m       | 2,02 m       | 49,99 s SB | 14,51 s PB   | 42,39 m SB   | 4,40 m PB        | 64,27 m SB  | 4:28,51 min    | 8009 PB | 20    |
| Ingmar Vos         | Punkte    | 883     | 864          | 715           | 822          | 815        | 910          | 713          | 731              | 802         | 754            | 8009 PB | 20    |

### Frauen

#### Laufdisziplinen
| Athletin        | Disziplin | Vorlauf     | Vorlauf | Halbfinale         | Halbfinale         | Finale             | Finale             |
| Athletin        | Disziplin | Zeit        | Platz   | Zeit               | Platz              | Zeit               | Platz              |
| --------------- | --------- | ----------- | ------- | ------------------ | ------------------ | ------------------ | ------------------ |
| Adriënne Herzog | 1500 m    | 4:10,10 min | 27      | nicht qualifiziert | nicht qualifiziert | nicht qualifiziert | nicht qualifiziert |
| Susan Kuijken   | 1500 m    | 4:18,10 min | 36      | nicht qualifiziert | nicht qualifiziert | nicht qualifiziert | nicht qualifiziert |

#### Siebenkampf
| Athletin     | Disziplin | 100 m Hürden | Hochsprung | Kugelstoßen | 200 m   | Weitsprung | Speerwurf | 800 m       | Punkte | Platz |
| ------------ | --------- | ------------ | ---------- | ----------- | ------- | ---------- | --------- | ----------- | ------ | ----- |
| Yvonne Wisse | Ergebnis  | 13,66 s SB   | 1,68 m     | 12,53 m     | 24,78 s | 5,87 m     | 33,82 m   | 2:15,58 min | 5704   | 20    |
| Yvonne Wisse | Punkte    | 1027         | 830        | 696         | 907     | 810        | 549       | 885         | 5704   | 20    |